# Sándor Fülep
Sándor Fülep (23 novembre 1975) è un pentatleta ungherese.

## Palmarès
In carriera ha conseguito i seguenti risultati:
- Mondiali:

Millfield 2001: oro nel pentathlon moderno staffetta a squadre ed a squadre.
San Francisco 2002: oro nel pentathlon moderno a squadre.
Varsavia 2005: oro nel pentathlon moderno staffetta a squadre.
Città del Guatemala 2006: oro nel pentathlon moderno staffetta a squadre ed argento a squadre.
Berlino 2007: bronzo nel pentathlon moderno a squadre.
- Europei

Sofia 2001: oro nel pentathlon moderno staffetta a squadre ed a squadre e bronzo individuale.
Usti nad Labem 2002: oro nel pentathlon moderno a squadre.
Usti nad Labem 2003: oro nel pentathlon moderno staffetta a squadre.
Albena 2004: oro nel pentathlon moderno staffetta a squadre.
Montepulciano 2004: oro nel pentathlon moderno staffetta a squadre ed a squadre.
Budapest 2006: oro nel pentathlon moderno staffetta a squadre ed a squadre e bronzo individuale.
Riga 2007: argento nel pentathlon moderno a squadre.